# Praca, Płaca, BHP
Praca Płaca BHP – podziemne pismo NSZZ „Solidarność, a następnie Polskiej Partii Socjalistycznej poświęcone w całości problematyce pracowniczej w zakresie wynagrodzeń, warunków i bezpieczeństwa pracy. W piśmie publikowano koszty utrzymania gospodarstw domowych, analizowano zakładowe pisma NSZZ „Solidarność”, omawiano rządowe zmiany w przepisach prawa pracy oraz związkowe propozycje własności pracowniczej.
Pismo wychodziło w okresie marzec 1987 – marzec 1990.
- Nr 1–4 (1987) wydawane były jako bezpłatny dodatek do „Robotnika Pomorza Zachodniego”. Sygnowane jako dodatek dla Tajnych Komisji Zakładowych (TKZ). W numerze 3 i 4 podano dodatkowo, iż pismo redaguje Wydział Zawodowy Grupy Politycznej „Robotnik;
- Numery Nr 5 i 6 (1988) ukazały się jako pismo Centralnego Wydziału Zawodowego PPS;
- Nr 6/1998) sierpień Centralnego Wydziału Zawodowego PPS;
- Nr 1/7(1989) oraz nr 8 (1990) jako pismo Centralnego Wydziału Zawodowego PPS-Rewolucja Demokratyczna[1].

Redaktorem pisma był Cezary Miżejewski, zaś współpracownikami Grzegorz Ilka, Tomasz Truskawa, Małgorzata Motylińska. Ponadto z pismem współpracowali: Włodzimierz Bratkowski i Ewa Balcerek z Grupy Samorządności Robotniczej, Jerzy Karwelis z „Gazety Związkowej” z Wrocławia.
W 1987 r. pismo ufundowało Nagrodę imienia Antoniego Zdanowskiego dla najlepszego pisma zakładowego NSZZ „Solidarność”. Nagrodę otrzymało pismo „Uskok” wydawane przez TKZ NSZZ „Solidarność” Zakładów Górniczych w Lubinie. W późniejszych latach nagroda nie była przyznawana.
W ramach pisma wydawana była Biblioteka Pracy, Płacy, BHP. Opublikowano cztery pozycje.
- (1) Komitety Założycielskie NSZZ „Solidarność”. Dokumenty.  Opracowanie i redakcja: Grzegorz Ilka, Cezary Miżejewski, Warszawa 1988.
- (2) Społeczna Inspekcja Pracy. SIP. Opracowanie i redakcja: Cezary Miżejewski, Warszawa 1988.
- (3) Romaszewski Zbigniew: Odrodzenie ruchu związkowego. Kasy samoobrony NSZZ Solidarność. Warszawa 1988.
- (4) Pracownicze kasy zapomogowo-pożyczkowe, Warszawa 1988[4].

Pismo (od nr 3) oraz publikacje wydawane były przez podziemne Wydawnictwo im. Olofa Palme.